# Incursión estadounidense en Siria (2015)
En la noche del 15 de mayo de 2015, elementos de la Fuerza Delta estadounidense llevaron a cabo una incursión terrestre en territorio sirio con el objetivo de capturar a Abu Sayyaf, un jerarca de origen tunecino del grupo terrorista Estado Islámico que se encargaba de dirigir operaciones financieras de la organización, así como de contrabando de petróleo y gas, que representan un importante caudal de ingresos para el EI.
Los helicópteros UH-60 y aviones Bell-Boeing V-22, empleados por las fuerzas especiales, recibieron fuego de armas ligeras apenas aterrizaron. Se desató un combate «mano a mano», en el que murieron alrededor de 12 yihadistas, más otros 19 en los ataques aéreos que acompañaron a la operación, según el OSDH. Abu Sayyaf pereció al enfrentarse a las fuerzas estadounidenses. Su esposa, Umm Sayyaf, fue detenida y trasladada a un centro de detención en Irak, sospechosa de haber sido partícipe en el cautiverio de una mujer yazidí que fue liberada.
Los cuerpos de trece yihadistas, junto con varios heridos, fueron trasladados más tarde al hospital de la ciudad de Mayadin.